# 佐川派大東流合気武術
佐川派大東流合気武術（さがわはだいとうりゅうあいきぶじゅつ）は1967年に大東流合気柔術の伝承者 佐川幸義により他派大東流と明確に区分する為に創始された。その特徴は大東流合気武術宗範 佐川幸義75歳までの技術体系であり、佐川派正伝、佐川派別伝、合気拳法、合気剣術、合気武器術(槍、棒、杖など)により成り立っている。
75歳以降の技術伝承は佐川伝大東流を名乗っている。佐川派大東流と佐川伝大東流はお互いに干渉しないことで合意している。
1967年とは、佐川幸義が始めて正式に佐川派大東流合気武術を名乗り、吉丸慶雪に佐川派大東流名で中傳三段の免状を授与した年である。

## 概要
大東流合気柔術（だいとうりゅうあいきじゅうじゅつ）、中興の祖とされる武田惣角の直弟子の一人、佐川幸義75歳までの大東流合気武術の技術体系。佐川幸義は小説「鬼の冠｣津本陽、書籍「透明な力」木村達雄 (著)によって広く武術・武道界に知られるようになる。特に合気上げが有名。
佐川幸義の高弟(師範代)であった吉丸慶雪は、1975年8月の支部設立時の教授資格として、1975年7月に自筆指導許可免状 大東流柔術秘伝目録(教授代理)を佐川幸義から拝受。その際、大東流を名乗ること、上級技を教えて良いこと、段位を独自に出すことを認められた。
佐川幸義の佐川道場からの独立後、吉丸慶雪は大東流合気柔術錬体会に於いて、佐川幸義75歳までの大東流合気柔術を広く教授する。
2007年9月に発行された書籍「佐川幸義先生伝 大東流合気の真実」高橋賢(著)の文中に、20箇所以上の吉丸慶雪に対する誹謗中傷や事実歪曲が認められ、吉丸慶雪が高橋賢に対して、名誉毀損裁判を起こす
。
2012年、吉丸慶雪が勝訴。最重要だとして主張していた部分のほとんどが認められることになる。その後、高橋賢と大東流合気佐門会が起こした報復裁判においても、2012年、吉丸慶雪が勝訴。その後の控訴審に於いて、吉丸慶雪の主張をほぼ認め高橋賢が解決金30万円を支払こと、書籍「佐川幸義先生伝 大東流合気の真実」を和解日以降発行するものにつき改訂版を出すことで和解する。佐川幸義の門弟同志の同意により、吉丸慶雪が習っていた佐川幸義75歳までの技術体系を佐川派大東流、75歳以降の技術体系は佐川伝大東流とし、お互いに干渉しないこと、となる
。

## 伝承
大東流合気柔術 中興之祖：武田惣角（たけだそうかく、1859年～1943年）
大東流合気柔術 伝承者：佐川幸義（さがわゆきよし、1902年～1998年）

佐川派大東流合気武術の伝承者
初代　：佐川幸義（さがわゆきよし、1902年～1998年）
第二代：吉丸慶雪（よしまるけいせつ、1931年～2014年 ）
第三代：有満庄司（ありみつしょうじ）